# Kings of Steel
| Future Spa   |                                         |
|              |                                         |
| Tillverkare  | Midway                                  |
| System       | Bally MPU AS-2518-35                    |
| Designer     | Greg Kmiec och "artwork" av Doug Watson |
| Utgivet      | Mars 1984                               |
| Sålda kopior | 2 900                                   |

Kings of Steel är ett flipperspel producerat av Midway (under namnet Bally). Modellnumret på detta flipperspel är 1390. Kings of Steel är av typen Solid State Electronic (SS). Noterbart innehåll på detta flipperspel är 3 flippers, tre pop bumpers, och 6 drop targets.